# ブルームスベリー
ブルームスベリー（Bloomsbury）は、ロンドン中心部カムデン・ロンドン特別区にある地区。
17世紀からは多くの広場や庭園と組み合わせて開発されたガーデン・スクエア (Garden square) 方式の住宅街である。

## 沿革
1661年、第4代サウサンプトン伯爵トマス・リズリーがこの地域の開発に乗り出し、ブルームスベリー・スクエアを建設したが、「スクエア」という名前の広場はこれがロンドンで最初の例であった。
大英博物館、AAスクールやユニヴァーシティ・カレッジ・ロンドンのある文教地区。
1905年から第二次世界大戦期までのブルームスベリーの住人を代表するのが、ブルームズベリー・グループと呼ばれる芸術家・知識人たちである。
1920年にタヴィストック・クリニックが設立されたタヴィストック・スクエアもある。

## 交通
- ロンドン地下鉄
  - ラッセル・スクウェア駅
  - ユーストン・スクエア駅
  - グージ・ストリート駅
  - ウォーレン・ストリート駅

## 主な場所
- 大英博物館
- カートライト・ガーデン
- シシリアン・アヴェニュー
- ゴードン・スクエア
- 王キリスト教会
- 王立歴史学会
- タヴィストック・スクエア
- ラッセル・スクエア
- ベッドフォード・スクエア